# Tristar Air

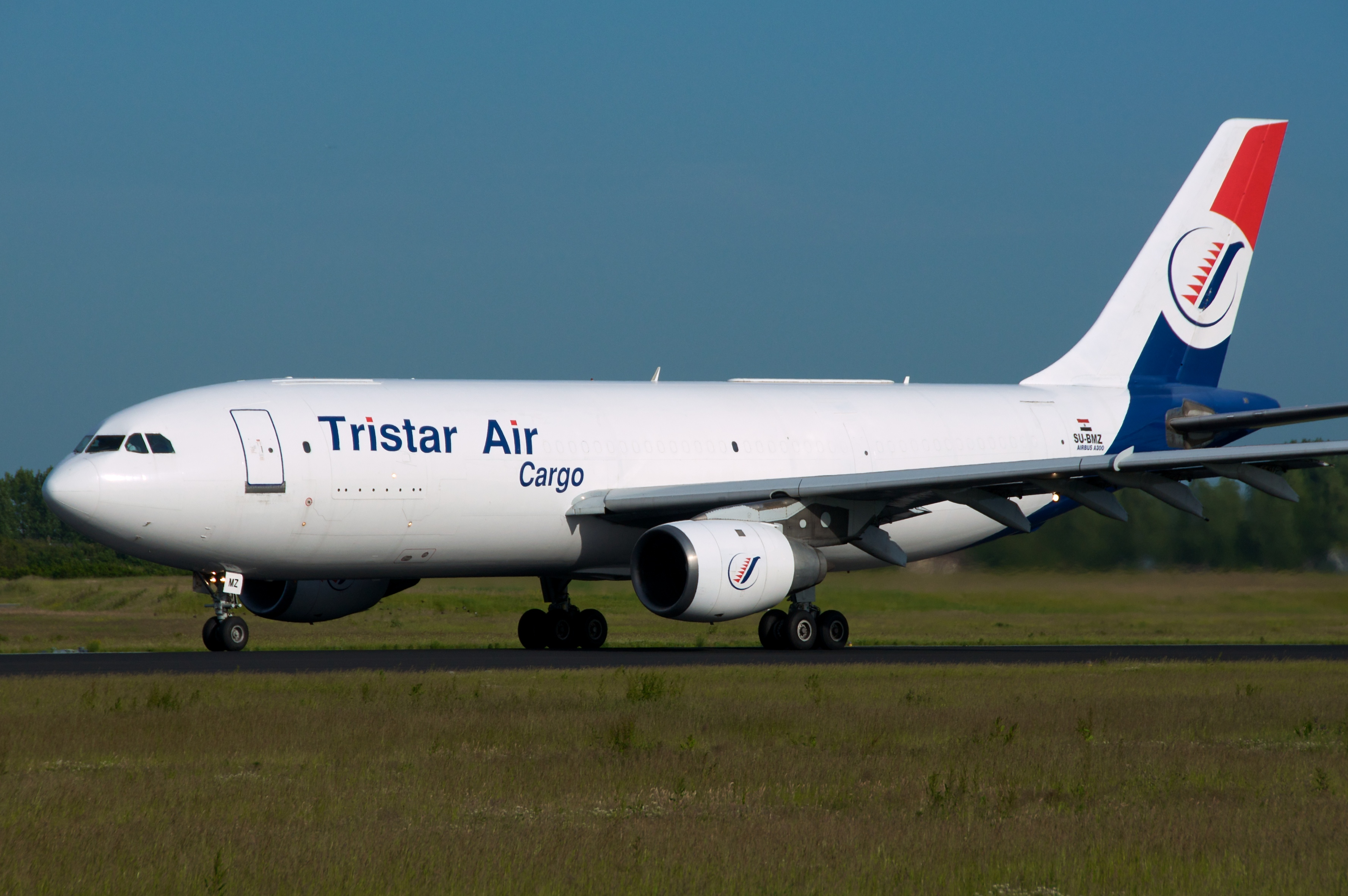
Airbus A300B4-200F de Tristar Air en el Aeropuerto de Ámsterdam Schiphol.

Tristar Air es una aerolínea de carga con base en El Cairo, Egipto. La aerolínea opera vuelos regulares de carga uniendo El Cairo con Ámsterdam y Trípoli además de efectuar vuelos chárter de carga. 
La aerolínea tiene su base en el Aeropuerto Internacional de El Cairo.

## Historia
La aerolínea fue fundada en 1998 y comenzó a operar en septiembre de ese año. Es propiedad de la familia Messah; Sobhy Abd El Messeh (98%), Sabry Botros Messeh (1%) y Fortunee Botros Messeh (1%).
La aerolínea tiene contratadas a ochenta personas.

## Flota
La flota de Tristar Air se compone de las siguientes aeronaves (en enero de 2011):